# گراتزیانو پله
گراتزیانو پله (ایتالیایی: Graziano Pellè؛ زادهٔ ۱۵ ژوئیهٔ ۱۹۸۵) بازیکن فوتبال اهل ایتالیا است که به عنوان مهاجم بازی می‌کند.
او با مشخصه‌های بازیش همچون؛ برتری هوایی، توانایی تمام‌کنندگی قوی و دقیق و دقت در پنالتی زنی شناخته می‌شود. این ویژگی‌ها باعث شده تا وی با هموطنش لوکا تونی مقایسه شود.
این بازیکن در ۱۱ ژوئیه ۲۰۱۶ با قراردادی به ارزش ۱۲ میلیون یورو به باشگاه شاندونگ لیونگ چین پیوست. او با دریافت سالیانه ۱۳٫۵ میلیون پوند، به پنجمین بازیکن دنیا که بیشترین دستمزد را دریافت می‌کند تبدیل شد.